# Burghley House

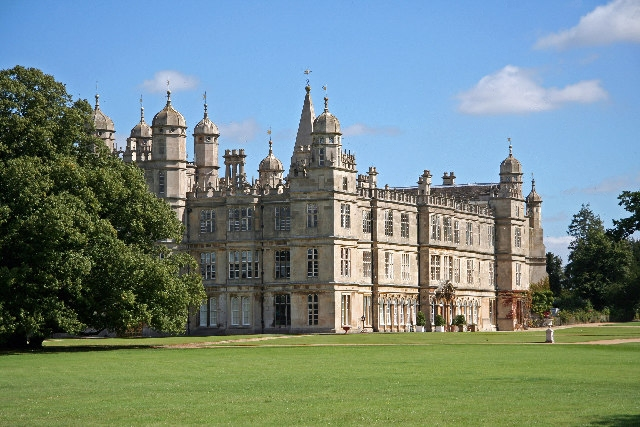
Burghley House

Burghley House is een groot 16de-eeuws Engels landhuis dat vlak bij Stamford ligt. Hoewel Stamford in Lincolnshire ligt is Burghley House gelegen in Cambridgeshire. Het park behorende bij het landhuis is ontworpen door Capability Brown.
Het door Robert Smythson ontworpen huis is een belangrijk voorbeeld van 16e-eeuwse Engelse architectuur. Het heeft verschillende kamers die zijn verbouwd in de stijl van de barok. Het hoofdgebouw heeft 35 grote kamers op de begane grond en eerste verdieping. Er zijn meer dan 80 kleinere kamers en veel andere kleinere ruimtes.
Op het landgoed worden sinds 1961 jaarlijks de Burghley Horse Trials gehouden. Het is een van de 6 4-sterren evenementen op dit gebied van de wereld.
Burghley is gebouwd door William Cecil, die later de eerste baron van Burghley werd. Hij was de Lord High Treasurer van koningin Elizabeth I, van 1555 tot 1587. Later werd het bewoond door de graaf en markies van Exeter. Tegenwoordig is het eigendom van The Burghley House Preservation Trust. Burghley House werd bewoond door Victoria Leatham (een dochter van de 6de markies van Exeter David) en Simon Leatham. Sinds mei 2007 wordt het huis bewoond door hun dochter Miranda samen met haar man Orlando Rock en hun drie kinderen.

## De ruimtes die zijn opengesteld voor bezoekers
- De oude keuken
- Het Romaanse Trappenhuis
- De ruimte voor de Kapel
- De Kapel
- De Biljart kamer
- De Eetkamer
- De Bruine ontvangstkamer
- De Zwart/gele slaapkamer
- De Marqueteriekamer

(vernoemd naar de meubelstukken met ingelegd hout).
- Koningin Elizabeths slaapkamer
- De Pagode kamer
- De Blauwe zijden slaapkamer
- De kleedkamer die hoort bij de blauwe zijden slaapkamer
- De Eerste George Kamer
- De Jewel badkamer
- De Tweede George Kamer
- De Derde George Kamer
- De Vierde George Kamer
- De Hemel Kamer
- Het Hel Trappenhuis
- De Grote Hal
- De Passage langs de Orangerie

## Films opgenomen in Burghley House
- The Da Vinci Code
- Pride & Prejudice
- Elizabeth The Golden Age (2007)
- BBC Two heeft een 15-delige serie gemaakt over Burghley House genaamd Castle in the Country.